# Lord Finesse
Robert Hall (The Bronx, 23 de fevereiro de 1970), mais conhecido pelo seu nome artístico Lord Finesse é um rapper e produtor musical estadunidense, reconhecido por fazer parte do grupo Diggin' in the Crates Crew.

## Discografia
- Funky Technician (1990)
- Return of the Funky Man (1992)
- The Awakening (1996)
- From the Crates to the Files ...The Lost Sessions (2003)
- Rare & Unreleased (2006)
- Rare & Unreleased Vol. 2 (2008)